# مأمور اف‌بی‌آی
مأمور اف‌بی‌آی (انگلیسی: The Agent) یک فیلم کمدی صامت کوتاه آمریکایی به کارگردانی لری سمون و تام باکینگهام است که در سال ۱۹۲۲ منتشر شد. از بازیگران این فیلم می‌توان به اولیور هاردی، لری سمون، لوسیل کارلایل، ویلیام هابر، رابرت مکنزی، ال تامپسون و جو راک اشاره کرد.